# Nicolas Bacchus
Pour les articles homonymes, voir Bacchus (homonymie).
Nicolas Bacchus, de son vrai nom Nicolas Bages, est un chanteur français. Se réclamant comme engagé, il chante aussi bien des chansons à texte qu'il a lui-même écrites, que des chansons d'autres compositeurs. Il a commencé sa carrière dans la région toulousaine, notamment à la salle le Bijou.
Parmi ses thématiques, on retrouve notamment :
- l'homosexualité[2] : Ton fils (…dort avec moi)[3], Dans les saunas, Les Maladies mortelles, Filet mignon… Nicolas Bacchus prône le libertinage[4], donc une homosexualité altersexuelle, par exemple en reprenant la chanson Les Uniques de Manu Galure, ou en évoquant un travesti, dans une reprise de Bernard Dimey.
- l'immigration et l'expulsion des étrangers en situation irrégulière : Les Sans Papiers (sur l'air des Petits papiers de Serge Gainsbourg), Etrange, Identité nationale, chanson de Patrick Font sur la musique du Métèque de Georges Moustaki…
- l'hypocrisie entre la réalité et les actes : Les bombes (J'vous ai apporté…), Les Restos…

On lui connaît également deux versions parodiques du « Petit âne gris » d'Hugues Aufray, dans lesquelles il imite successivement différents chanteurs dont Charles Aznavour, Barbara, Renaud, Vincent Delerm, Carla Bruni, Bénabar, Francis Cabrel, Jean-Jacques Goldman et d'autres.
Fin 2010, il crée sa propre maison de production, Bacchanales Production, avec laquelle il produit son album La verVe et la Joie. Cet album contient un duo avec Anne Sylvestre, ainsi qu'un poème de Bernard Dimey mis en musique, La Pierrette de Pigalle, sur un personnage de travesti.

## Discographie
- 1999 : Coupe d'immondes… et autres réjouissances populaires, Autoproduit
- 2002 : Balades pour enfants louches, enregistrement public au Bijou à Toulouse.
- 2005 : À table (chansons bleues ou à poing)
- 2011 : La verVe et la Joie
- 2012 : Devant tout le monde (+ DVD. Enregistrement en public sur la scène des Trois Baudets, Paris, le 8 juin 2011)
- 2023 : Contrepieds

## Contributions
- 2008 : Sur l'album Le meilleur des 20 ans de Manu Galure (Kiui Prod), Nicolas Bacchus chante Fontaine [...], j'en garderai la bouche pleine... en duo avec Manu Galure.